# Albert Meister
Albert Meister est un sociologue libertaire, spécialiste du développement et des associations, né à Bâle le 22 juillet 1927 et mort à Kyoto le 6 janvier 1982.
« Sociologue de l'utopie »,, il a surtout écrit sur l'autogestion, le milieu associatif et coopératif, et le développement des pays pauvres.

## Biographie
Après des études en sciences économiques, sociologie et psychologie à l'Université de Genève, Meister travaille à l'École pratique des hautes études de Paris (où il collabore notamment avec Alain Touraine et Henri Desroche) et dirige un centre de recherches en Italie du Nord. D'abord influencé par le marxisme, il se rapproche dès 1949 de la gauche libertaire et des idées de Vilfredo Pareto, mais continue d'écrire pour des revues marxistes et de gauche chrétienne.
Dès le début des années 1950, il associe recherche et action auprès des communautés de travail, et demeure toute sa carrière un sociologue de terrain. En 1958, il soutient sa thèse de doctorat puis fonde, avec Adriano Olivetti, l’International Review of Community Development, dont il devient le premier directeur,. Avec Socialisme et autogestion : l'expérience yougoslave (1964), Meister popularise en France la notion d'autogestion ; notion dont il critique ensuite les récupérations populistes, néolibérales, voire totalitaires (L'Autogestion en uniforme, 1981).
Dans les années 1970, les travaux de Meister sur les communautés renouvellent la théorie coopérative et annoncent le développement de l'économie sociale et solidaire. Son activité littéraire se poursuit : il collabore à la partie française d'Interrogations, revue internationale de recherche anarchiste. Il publie également un roman sous pseudonyme, La Soi-disant utopie du Centre Beaubourg (1976), puis rédige des textes satiriques dans la revue d'art et d'humour Le Fou parle, qu'il fonde avec Jacques Vallet en 1977.

## Publications
- Albert Meister, Associations coopératives et groupes de loisirs en milieu rural : enquête sur la tradition et les formes d'associations dans le Canavese, Piémont (thèse), Les Éditions de Minuit, 1957, 319 p.
- Albert Meister (préf. Michel Anselme), Coopération d’habitation et sociologie du voisinage : étude de quelques expériences pilotes en France, Les Éditions de Minuit, 1957, 176 p. (SUDOC 027147525)
- Albert Meister, Quelques aspects méthodologiques de la recherche sociologique dans les associations volontaires et les groupes coopératifs, Bureau d'études coopératives communautaires, 1962, 200 p.
- Albert Meister, Socialisme et autogestion : l'expérience yougoslave, Seuil, 1964, 398 p.
- Albert Meister, L'Afrique peut-elle partir ? : changement social et développement en Afrique orientale, Seuil, 1966, 454 p.
- Albert Meister, Le Développement économique de l'Afrique orientale. (Kenya, Ouganda, Tanzanie)..., Presses universitaires de France, 1966, 153 p.
- Albert Meister, Principes et tendances de la planification rurale en Israël : problèmes posés par l'absorption de l'immigration de masse dans les villages coopératifs, Mouton, 1967, 148 p.
- Albert Meister, Participation, animation et développement : à partir d'une étude rurale en Argentine, Anthropos, 1969, 382 p.
- Albert Meister, Où va l'autogestion yougoslave ?, Anthropos, 1970, 386 p.
- Albert Meister, Le système mexicain : les avatars d'une participation populaire au développement, Anthropos, 1971, 190 p.
- Albert Meister, Vers une sociologie des associations, Éditions Économie et Humanisme, 1972, 221 p.
- Albert Meister, Alphabétisation et développement : le rôle de l'alphabétisation fonctionnelle dans le développement économique et la modernisation, Anthropos, 1973, 274 p.
- Albert Meister, La Participation dans les associations, Éditions Économie et Humanisme, 1974, 276 p.
- Albert Meister (sous le pseudonyme de Gustave Affeulpin), La Soi-disant utopie du Centre Beaubourg, Éditions Entente, 1976, 198 p. (ISBN 2-7266-0019-0)[7]
- Albert Meister, La Participation pour le développement, Éditions Économie et Humanisme, 1978, 176 p.
- Albert Meister, L'Autogestion en uniforme : l'expérience péruvienne de gestion du sous-développement, Privat, coll. « Réflexion faite », 1981, 306 p. (ISBN 2-7089-9201-5)